# Torms
Torms (en catalán y oficialmente, Els Torms) es una localidad y municipio español situado en la parte suroccidental de la comarca de Las Garrigas, en la provincia de Lérida, comunidad autónoma de Cataluña. Limita con los municipios de Solerás, Albagés, Juncosa, Bellaguarda y La Granadella.

## Demografía
Cuenta con una población de 137 habitantes (INE 2024).
| Gráfica de evolución demográfica de Torms entre 1842 y 2021 |
| |
| Población de derecho según los censos de población del INE Población de hecho según los censos de población del INEEn estos censos se denominaba Torms: 1842, 1857, 1860, 1877, 1887, 1897, 1900, 1910, 1920, 1930, 1940, 1950, 1960, 1970 y 1981 |

| 1900 | 1930 | 1950 | 1970 | 1981 | 1986 |
| ---- | ---- | ---- | ---- | ---- | ---- |
| 449  | 424  | 368  | 246  | 234  | 225  |

## Economía
Dedicado esencialmente a la agricultura con predominio de los cultivos del olivar y las almendras.